# Zdeněk Peša
Zdeněk Peša (* 12. června 1963 Prostějov) je český politik a pedagog, v letech 2000 až 2004 a opět v letech 2012 až 2016 zastupitel Jihomoravského kraje, od roku 1994 do roku 2022 starosta města Olešnice na Blanensku, nestraník (často kandidující za KDU-ČSL).

## Studium a zaměstnání
Maturoval na gymnáziu v Boskovicích, poté absolvoval Pedagogickou fakultu UJEP v Brně (Učitelství 1. stupně základní školy) a v letech 1993-1995 podstoupil specializační studium speciální pedagogiky na Filozofické fakultě MU v Brně. Po vysokoškolském studiu začal učit na ZŠ v Olešnici, kde působil až do svého zvolení starostou Olešnice v roce 1994.
Zdeněk Peša je ženatý. S manželkou Dagmar, která je učitelkou na ZŠ Olešnice, mají syna Roberta.

## Starosta
Od roku 1994 do roku 2022 byl starostou obce (nyní města) Olešnice. Během jeho působení se v roce 1999 Olešnice stala vítězem celostátního kola soutěže Vesnice roku, a v závěru téhož roku získala statut města. V roce 2002 se podílel na obnově povodní zničeného města.

## Krajský zastupitel
V letech 2000-2004 byl zastupitelem Jihomoravského kraje (kandidoval jako nezávislý za uskupení Nestraníci pro Moravu), přičemž předsedal Komisi rady pro výchovu a vzdělání a Klubu nezávislých. Od roku 2004 je členem Komise pro rozvoj venkova a zemědělství Rady Jihomoravského kraje a předsedou Jihomoravské organizace Spolku obnovy venkova. V roce 2010 neúspěšně kandidoval v červnu do Poslanecké sněmovny, na podzim téhož roku kandidoval v senátních volbách, postoupil do druhého kola, kde ho porazil Jozef Regec. Znovu byl zvolen krajským zastupitelem v roce 2012, byl členem Výboru pro regionální rozvoj a předsedou Komise pro výchovu a vzdělávání. V krajských volbách v roce 2016 se pokoušel mandát obhájit, ale neuspěl.

## Publikační činnost
- „Dějiny olešnické školy“ (1993)
- autor prvních regionálních učebnic prvouky a vlastivědy v ČR – Prvouka pro 3. ročník ZŠ Olešnice „Olešnice a okolí“, „Čítanka vlastivědy pro žáky II. stupně ZŠ a odborného učiliště v Olešnici“ (1994)
- Vlastivědná publikace „Olešnicko“ (1995)
- „Pověsti města Olešnice a okolí“ (2000)
- „Olešnická škola“ (publikace k 100. výročí otevření Měšťanské školy v Olešnici v roce 2005)
- „Mikroregion Olešnicko“ - publikace o mikroregionu Olešnicko a jeho turistických zajímavostech (2005),
- „Pověsti a pohádky od Svitavy od Svratky“ (kniha pro děti 2010)
- „Čítanka vlastivědy Boskovicka“ (vedoucí autorského kolektivu 2012),
- „Čítanka prvouky Olešnice“ (2012)

Jako recenzent spolupracoval v období 1996-2001 s ministerstvem školství při posuzování nových učebnic (Prvouka, Vlastivěda a Přírodověda - nakladatelství Alter). Autor řady novinových článků a příspěvků do časopisů, turistických průvodců, scénářů vlastivědných a turistických filmů apod.